# Гудок (газета)
«Гудо́к» — російська загальнофедеральна газета залізничників. Видається ВАТ «Видавничий будинок „Гудок“», акції якого належать ВАТ «Російські залізниці».
У минулому газета «Гудок» — орган Міністерства шляхів сполучення СРСР і ЦК профспілки працівників залізничного транспорту. Видається в Москві від 10 (23 грудня) 1917 року.
Від 2007 року власником газети є компанія Російські залізниці.

## Історія
У березні 1918 року газеті «Гудок» передано двоповерхову будівлю князя В. О. Черкаського, споруджену на початку XIX століття за адресою Вознесенський провулок, будинок 7 у районі Великої Нікітської вулиці (від 1886 року будівлю займала закрита більшовиками газета «Русские ведомости»). Будівля «Гудка» і його приміщення докладно описані в романі «Дванадцять стільців» у розділі «Гуртожиток імені ченця Бертольда Шварца». Тут же, в гуртожитку при редакції, в маленьких комірках з фанерними стінками жили літпрацівники Юрій Олеша і Ілля Ільф. У комплексі на Вознесенському газета і друкарня «Гудок» перебували до 1998 року, коли за міністра шляхів сполучення М. Аксьоненка через здорожчання землі в центрі Москви приміщення продали структурам бізнесмена Б. Березовського. Стару будівлю, що не мала охоронного статусу, знесено під час реновації кварталу 2002 року.
У травні 1920 року, з початком у Радянській Росії кампанії з відновлення транспорту, газета стала виходити щодня під назвою «Гудок».
У 1920-ті роки великої популярності набула т. зв. четверта шпальта «Гудка», що мала сатиричний характер. Тут містилися злободенні фейлетони, зокрема написані на матеріалі листів робітничих кореспондентів і читачів.
У газеті співпрацювали письменники і журналісти — І. А. Ільф, Є. П. Петров, М. О. Булгаков, В. П. Катаєв, Ю. К. Олеша, К. Г. Паустовський, С. С. Смірнов, В. О. Чивіліхін, Л. І. Славін, М. М. Зощенко, О. А. Кабаков, В. Д. Дранніков та інші. В газеті працював поет-довгожитель Саша Красний (1882—1995).
1958 року з приводу виходу 10-тисячного номера газету «Гудок» нагороджено орденом Трудового Червоного Прапора. Тираж на 1971 рік був близько 700 тис. прим.
Після скасування МШС і утворення ВАТ «Російські залізниці» акції «Гудка» від початку 2004 року перебували в розпорядженні Росмайна. Згідно з планом приватизації, 2007 року газету «Гудок» внесено до статутного капіталу ВАТ «Російські залізниці» в ході емісії на користь держави.
Від початку вересня 2007 року «Гудок» виходить у повноколірному форматі, наближеному до науково-технічного видання з елементами корпоративного інформаційного бюлетеня.
Від 1 квітня 2011 року за головного редактора Олександра Ретюніна створено холдинг ВАТ «Видавничий дім „Гудок“», який об'єднав загальноросійське видання і всі 16 дорожних газет Росії. Це дало імпульс розвитку регіонального сегменту «Гудка»: дорожні газети, після включення до федерального випуску, еволюціювали від застряглих у минулому виробничих багатотиражок до сучасних професійних видань, що набули аналітичного ділового стилю, яскравого, привабливого оформлення, стали змістовнішими, гостріше порушують проблеми не тільки галузевого масштабу.
21 грудня 2012 року в ЦБКЗ відбувся святковий вечір з нагоди 95-річчя газети. Тираж на 2012 рік становив 320 тис. паперових примірників.
Станом на 2017 рік щоденна транспортна газета «Гудок» на 8 паперових шпальтах виходить 5 разів на тиждень з регіональною шпальтою (п'ятничний випуск включає 4 регіональні шпальти) тиражем 114 тис. примірників. Електронна версія газети надходить на 243 тис. електронних адрес. Газета є найбільшим залізничним виданням у Росії, друкується в 28 містах Росії і Казахстану. Засновники: Журналістський колектив редакції газети «Гудок», ВАТ «Російські залізниці», Російський профспілка залізничників і транспортних будівельників. Значна частина опублікованих матеріалів пов'язана із залізничним транспортом. Філії ВАТ «Гудок» — газета «Московський залізничник» і ще 14 регіональних газет, що видаються в одному «зшитку» з «Гудком».
25 грудня 2017 року зі 100-річчям газету в числі інших привітав президент Росії Володимир Путін.

## Управління і штат
У газеті «Гудок» станом на 2017 рік працювали близько 120 осіб, серед яких близько 70 журналістів.
Головний редактор газети «Гудок» від жовтня 2016 року — Олексій Володимирович Харнас (нар. 11 липня 1971, Москва).

## Факти
- Найпопулярніша дорожна газета, яка виходить щодня 7-ю (3-ю) шпальтою основного видання тиражем понад 30 000 прим. — «Московський залізничник».
- У 2013—2015 роках щотижня кожну п'ятницю виходив випуск «Гудок П'ятниця» у форматі А3.
- В ході пресконференції В. Путіна на Всесвітній конференції з клімату 1 грудня 2015 року в Парижі перше питання про підсумки форуму задала оглядач газети «Гудок» Ольга Соломонова[11].
- Газета «Гудок» згадується в мультфільмі «Пригоди домовеняти». Господар будинку, в якому живуть Кузька і Нафаня, читає газету «Гудок».